# Finale du Grand Prix ISU 1999-2000
Navigation
Édition précédente Édition suivante
La finale du Grand Prix ISU est la dernière épreuve qui conclut chaque année le Grand Prix international de patinage artistique organisé par l'International Skating Union. Elle accueille des patineurs amateurs de niveau senior dans quatre catégories: simple messieurs, simple dames, couple artistique et danse sur glace.
Pour la saison 1999/2000, la finale est organisée du 13 au 16 janvier 2000 au palais des sports de Lyon en France. Il s'agit de la 5e finale depuis la création du Grand Prix ISU en 1995.

## Qualifications
Seuls les patineurs qui atteignent l'âge de 14 ans au 1er juillet 1999 peuvent participer aux épreuves du Grand Prix ISU 1999/2000. Les épreuves de qualifications sont successivement :
- le Skate America du 27 au 31 octobre 1999 à Colorado Springs
- le Skate Canada du 4 au 7 novembre 1999 à Saint-Jean
- la Coupe d’Allemagne du 11 au 14 novembre 1999 à Gelsenkirchen
- le Trophée de France du 18 au 20 novembre 1999 à Paris
- la Coupe de Russie du 24 au 28 novembre 1999 à Saint-Pétersbourg
- le Trophée NHK du 2 au 5 décembre 1999 à Nagoya

Pour cette saison 1999/2000, les six meilleurs patineurs aux championnats du monde 1999 peuvent participer à trois grands-prix (mais seuls les points obtenus à deux grands-prix choisis préalablement comptent pour aller en finale). Les autres patinent pour un ou deux grands-prix. Les six patineurs des catégories individuelles masculines et féminines, les cinq couples artistiques et les cinq couples de danse sur glace qui ont obtenu le plus de points sont qualifiés pour la finale et les trois patineurs suivants sont remplaçants.
|             | Messieurs                  | Dames              | Couples                              | Danse sur glace                         |
| ----------- | -------------------------- | ------------------ | ------------------------------------ | --------------------------------------- |
| 1           | Aleksey Yagudin (Forfait)  | Michelle Kwan      | Maria Petrova / Aleksey Tikhonov     | Marina Anissina / Gwendal Peizerat      |
| 2           | Evgeni Plushenko           | Maria Butyrskaya   | Jamie Salé / David Pelletier         | Shae-Lynn Bourne / Victor Kraatz        |
| 3           | Timothy Goebel             | Irina Sloutskaïa   | Sarah Abitbol / Stéphane Bernadis    | Barbara Fusar Poli / Maurizio Margaglio |
| 4           | Guo Zhengxin               | Viktoria Volchkova | Elena Berejnaïa / Anton Sikharulidze | Margarita Drobiazko / Povilas Vanagas   |
| 5           | Elvis Stojko               | Julia Soldatova    | Shen Xue / Zhao Hongbo               | Irina Lobatcheva / Ilia Averboukh       |
| 6           | Vincent Restencourt        | Elena Liashenko    |                                      |                                         |
| Remplaçants |                            |                    |                                      |                                         |
| 1er         | Aleksandr Abt (Remplaçant) | Ielena Sokolova    | Tatiana Totmianina / Maksim Marinin  | Olena Hrushyna / Ruslan Honcharov       |
| 2e          | Matthew Savoie             | Sarah Hughes       | Kyoko Ina / John Zimmerman           | Kati Winkler / Rene Lohse               |
| 3e          | Ivan Dinev                 | Tatiana Malinina   | Dorota Zagórska / Mariusz Siudek     | Sylwia Nowak / Sebastian Kolasinski     |

## Format original de la finale
Pour la première année, les patineurs artistiques de la finale du Grand Prix présentent un programme court et deux programmes libres, soit trois programmes au total. Pour la danse sur glace, les danseurs présentent une danse originale et deux danses libres, soit trois programmes également.
Pour cette saison 1999/2000, le programme court vaut 0.5 point par place et le premier programme libre vaut 1 point par place. Le second programme libre est ensuite patiné lors d'un face à face en fonction du classement des patineurs. Deux face à face sont organisés et remettent les compteurs à zéro entre les patineurs classés 3 / 4, et 1 / 2. Pour la danse sur glace, la danse originale vaut 0.4 point par place et la première danse libre vaut 0.6 point par place. La seconde danse libre est aussi patinée lors d'un face à face en fonction du classement des danseurs, selon le même principe.
C'est le président de l’ISU, Ottavio Cinquanta, qui souhaitait qu'il y ait deux programmes libres pour permettre d’attirer plus de téléspectateurs, car il envisageait que les patineurs allaient exécuter deux nouveaux programmes libres. Au lieu de cela, la plupart des patineurs ont repris un ancien programme pour exécuter un des deux programmes libres. En raison de l'échec de ce plan, le deuxième programme libre est retiré de la finale du Grand Prix après seulement quatre années d'essais, dès la saison 2003/2004.

## Résultats

### Messieurs
| Rang | Nom                 | Pays       | Points | Prog. court | Prog. libre | Face à face 1 | Face à face 2 |
| ---- | ------------------- | ---------- | ------ | ----------- | ----------- | ------------- | ------------- |
| 1    | Evgeni Plushenko    | Russie     | 1.5    | 1           | 1           |               | 1             |
| 2    | Elvis Stojko        | Canada     | 3.0    | 2           | 2           |               | 2             |
| 3    | Timothy Goebel      | États-Unis | 6.5    | 5           | 4           | 1             |               |
| 4    | Aleksandr Abt       | Russie     | 5.0    | 4           | 3           | 2             |               |
| 5    | Guo Zhengxin        | Chine      | 6.5    | 3           | 5           |               |               |
| 6    | Vincent Restencourt | France     | 9.0    | 6           | 6           |               |               |

### Dames
| Rang | Nom                | Pays       | Points | Prog. court | Prog. libre | Face à face 1 | Face à face 2 |
| ---- | ------------------ | ---------- | ------ | ----------- | ----------- | ------------- | ------------- |
| 1    | Irina Sloutskaïa   | Russie     | 3.0    | 2           | 2           |               | 1             |
| 2    | Michelle Kwan      | États-Unis | 1.5    | 1           | 1           |               | 2             |
| 3    | Maria Butyrskaya   | Russie     | 4.5    | 3           | 3           | 1             |               |
| 4    | Julia Soldatova    | Russie     | 7.0    | 6           | 4           | 2             |               |
| 5    | Elena Liashenko    | Ukraine    | 7.0    | 4           | 5           |               |               |
| 6    | Viktoria Volchkova | Russie     | 8.5    | 5           | 6           |               |               |

### Couples
| Rang | Nom                                  | Pays   | Points | Prog. court | Prog. libre | Face à face 1 | Face à face 2 |
| ---- | ------------------------------------ | ------ | ------ | ----------- | ----------- | ------------- | ------------- |
| 1    | Shen Xue / Zhao Hongbo               | Chine  | 1.5    | 1           | 1           |               | 1             |
| 2    | Sarah Abitbol / Stéphane Bernadis    | France | 4.0    | 4           | 2           |               | 2             |
| 3    | Elena Berejnaïa / Anton Sikharulidze | Russie | 6.0    | 2           | 5           | 1             |               |
| 4    | Maria Petrova / Aleksey Tikhonov     | Russie | 4.5    | 3           | 3           | 2             |               |
| 5    | Jamie Salé / David Pelletier         | Canada | 6.5    | 5           | 4           |               |               |

### Danse sur glace
| Rang | Nom                                     | Pays     | Points | Danse originale | Danse libre | Face à face 1 | Face à face 2 |
| ---- | --------------------------------------- | -------- | ------ | --------------- | ----------- | ------------- | ------------- |
| 1    | Marina Anissina / Gwendal Peizerat      | France   | 1.0    | 1               | 1           |               | 1             |
| 2    | Barbara Fusar-Poli / Maurizio Margaglio | Italie   | 2.0    | 2               | 2           |               | 2             |
| 3    | Margarita Drobiazko / Povilas Vanagas   | Lituanie | 4.0    | 4               | 4           | 1             |               |
| 4    | Irina Lobatcheva / Ilia Averboukh       | Russie   | 3.0    | 3               | 3           | 2             |               |
| 5    | Shae-Lynn Bourne / Victor Kraatz        | Canada   | 5.0    | 5               | 5           |               |               |

## Sources
- (en) « 1999/2000 Grand Prix of Figure Skating », sur Wayback Machine
- (en) « 1999-00 Grand Prix Final », sur Fandom
- Patinage Magazine N°71 (Mars 2000)